# Dezzi Raceway
Der Dezzi Raceway ist eine teilpermanente Motorsport-Rennstrecke in Südafrika. Sie liegt etwa 10 km nordöstlich von Margate bei Shelly Beach in der südafrikanischen Provinz KwaZulu-Natal.

## Geschichte
Der Raceway wurde 1993 von der motorsportbegeisterten Gutziet-Familie gebaut, die ihr Geld mit der Herstellung von Baumaschinen verdient. Er wurde auf dem Gelände eines privaten Flugplatzes errichtet.
Bis Mitte 2012 bestand der Raceway lediglich aus der 560 m langen, asphaltierten Start und Lande-Bahn des privaten Flugplatzes sowie aus 2 für den Driftsport gedachten Wendeschleifen an deren Anfang und Ende. Dann wurde am Nordende ein eigener, für den Driftsport gedachter etwa 500 m langer Abschnitt errichtet der als separater Rundkurs genutzt werden konnte. 2013 wurde zudem die asphaltierte Start- und Landebahn auf 800 m verlängert, um den Teilnehmern bei Drag-Racing-Events einen längeren Auslauf bieten zu können. Im August 2014 begannen die Erdarbeiten für die Anlage des heutigen Rundkuses der Anfang 2015 fertiggestellt wurde. Ende 2018 wurde im Zuge einer letzten Baumaßnahme der Driftcircuit im Norden der Strecke renoviert und um eine Kurve gekürzt.

## Veranstaltungen
Die Strecke wurde vereinzelt für nationale Rennveranstaltungen genutzt. Derzeit (Stand 2023) finden hauptsächlich Clubsport- und Drifting-Events auf dem Kurs statt.
- Kwa-Zulu Natal racing series
- South African Endurance series
- Legends of the 9 Hours
- South African GT Series[2]

Das Top Gear Festival fand 2014 in Durban statt. Dabei wurde auch der Dezzi Raceway genutzt.